# Richard Biggs
Richard T. Biggs (Columbus, 18 de março de 1960 – Los Angeles, 22 de maio de 2004) foi um ator norte-americano de televisão e teatro, mais conhecido por seus papéis nas séries televisivas Days of Our Lives e Babylon 5. Participou ainda da série Drake e Josh. Morreu devido ao rompimento da aorta.